# Union (Contea di Union, New Jersey)
Union è una città degli Stati Uniti d'America, nella Contea di Union, nello Stato del New Jersey.